# إد علي اوحمو (إزكار)
إد علي اوحمو هو دُوَّار يقع بجماعة تاويالت، إقليم تارودانت، جهة سوس ماسة في المملكة المغربية. ينتمي الدوّار لمشيخة إزكار التي تضم 29 دوار. يقدر عدد سكانه بـ 79 نسمة حسب الإحصاء الرسمي للسكان والسكنى لسنة 2004.

## روابط خارجية
- البوابة الوطنية للجماعات الترابية
- المندوبية السامية للتخطيط